# Jolanta Sosnowska

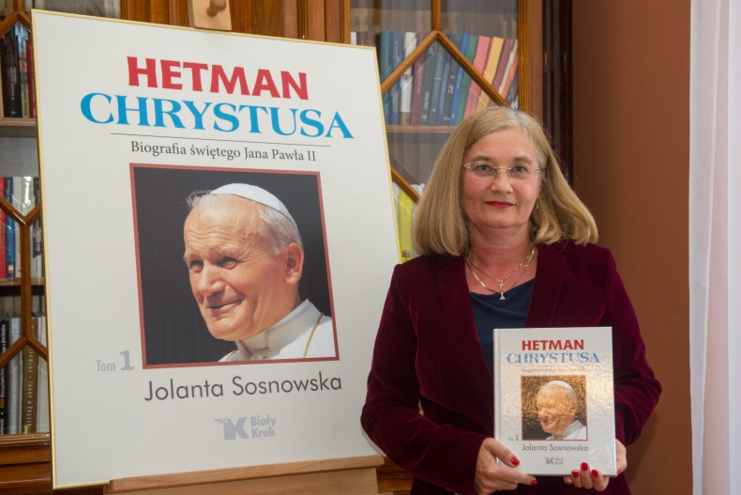
Jolanta Sosnowska

Jolanta Sosnowska (ur. 1961 w Korszach) – polska autorka książek, dziennikarka i publicystka.

## Życiorys
Absolwentka Wydziału Dziennikarstwa Uniwersytetu Warszawskiego. W latach 1983–1988 współpracowała jako redaktor z tygodnikami „Film” i „Stolica”, w okresie 1985–1988 pracowała jako redaktor w miesięczniku „Kino”, a od 1997 do 2000 r. była redaktorem naczelnym "Kino News". Publikowała również w „Gazecie Krakowskiej” i „Tempie”. Obecnie wiceprezes wydawnictwa Biały Kruk, a także jego redaktor. Jest autorką kilkudziesięciu publikacji – własnych oraz tłumaczeń na i z języków obcych. Obecnie zajmuje się głównie tematyką katolicką. Laureatka wielu wyróżnień, w tym nagród Książka Miesiąca (wielokrotnie) i Książka Roku przyznawanych przez Magazyn Literacki „Książki”.

## Wybór publikacji
- Ars. Dzieje życia św. Jana Marii Vianneya, Kraków 2009.
- Prawy i sprawiedliwy. Życie i męczeństwo błogosławionego księdza Jerzego Popiełuszki, Kraków 2010.
- Kardynał polskich serc. Ks. Kard. Stanisław Nagy 1921-2013, Kraków 2013.
- Apostołowie Bożego Miłosierdzia, Kraków 2016.
- Ty masz zwyciężać! Opowieść o abp. Marku Jędraszewskim, Kraków 2017.
- Życie św. Brata Alberta, Kraków 2017.
- Hetman Chrystusa. Biografia św. Jana Pawła II, Kraków 2018.

## Odznaczenia i wyróżnienia
- Medal „Pro Patria” (2023)[1]
- Książka Roku za książkę "Ars. Dzieje życia św. Jana Marii Vianneya" (2009)[2]